# Toba (jezero)
Toba (indonésky Danau Toba) je jezero na severu ostrova Sumatra v provincii Severní Sumatra v Indonésii. Nachází se v tektonické kotlině v severní části pohoří Barisan. Je to největší jezero na Sumatře a vůbec největší sopečné kráterové jezero na Zemi. Má rozlohu 1130 km². Je 100 km dlouhé a 30 km široké. Dosahuje maximální hloubky 529 m. Objem vody je 240 km³. Leží v nadmořské výšce 911 m.
Oblast jezera vznikla na místě sopky, označované jako supervulkán. Erupce supervulkánu před 75 000 lety (jejíž stopy objevil G. Zielinski v ledovcích) výrazně ovlivnila klima na planetě a omezila lidskou populaci. Tehdy bylo na zemský povrch vyvrženo přibližně 1500 km3 magmatu a okolo 3300 megatun aerosolu kyseliny sírové do stratosféry. Počítačové simulace naznačují, že tato jediná exploze způsobila globální pokles teploty o 5 až 15 °C a navození stavu podobnému nukleární zimě. Nicméně o velikosti skutečného ochlazení se vedou spory.

## Pobřeží
Podél pobřeží se nacházejí rýžová pole.

## Ostrovy
Uprostřed se nachází ostrov Samosir (640 km², nejvyšší bod 1 630 m).

## Vodní režim
Z jezera odtéká řeka Asachan do Malajského průlivu.

## Fauna a flóra
Na jezeře je rozvinuté rybářství.

## Lodní doprava

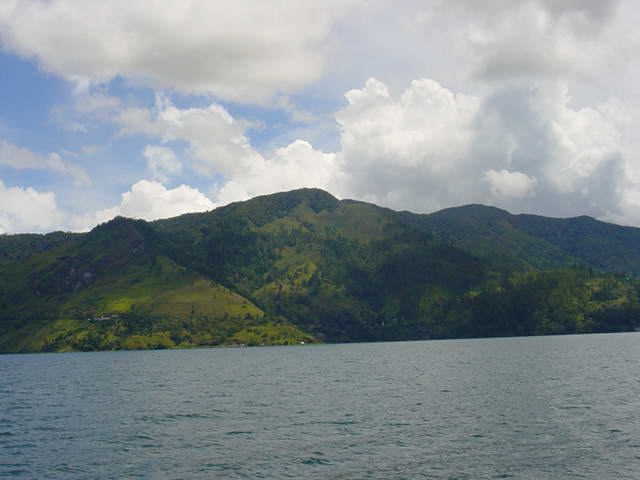
jezero Toba

Na jezeře je rozvinutá místní vodní doprava